# The Speed Girl

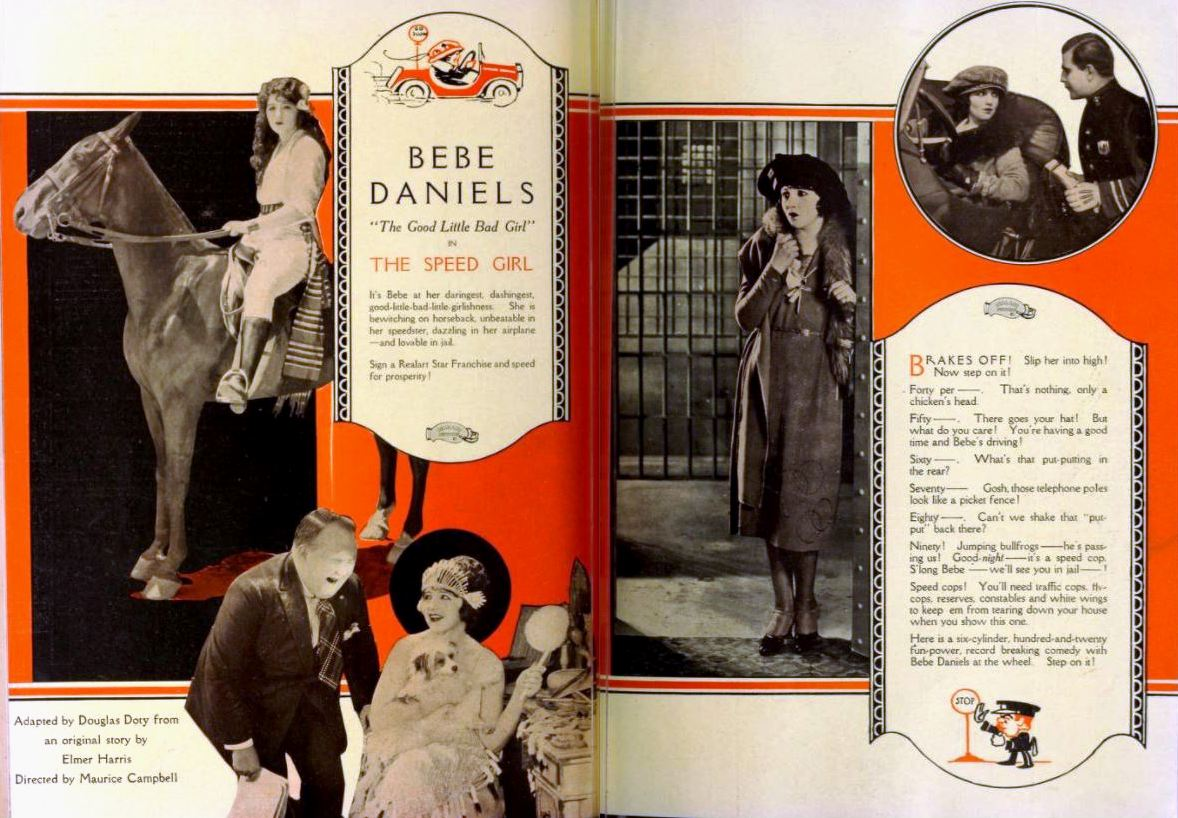
Réclame pour le film dans Exhibitors Herald d'octobre 1921.

The Speed Girl est un film américain réalisé par Maurice S. Campbell, sorti en 1921.

## Fiche technique
- Réalisation : Maurice S. Campbell
- Scénario : Douglas Z. Doty d'après une histoire de Elmer Harris
- Production : Realart Pictures
- Photographie : H. Kinley Martin
- Distributeur : Paramount Pictures
- Genre : Comédie[1]
- Durée : 5 bobines[2] 64 minutes
- Date de sortie : novembre 1921[3]

## Distribution
- Bebe Daniels : Betty Lee
- Theodore von Eltz : Tom Manley
- Frank Elliott : Carl D'Arcy
- Walter Hiers : Soapy Taylor
- Norris Johnson : Hilda
- Truly Shattuck : Mrs. Lee

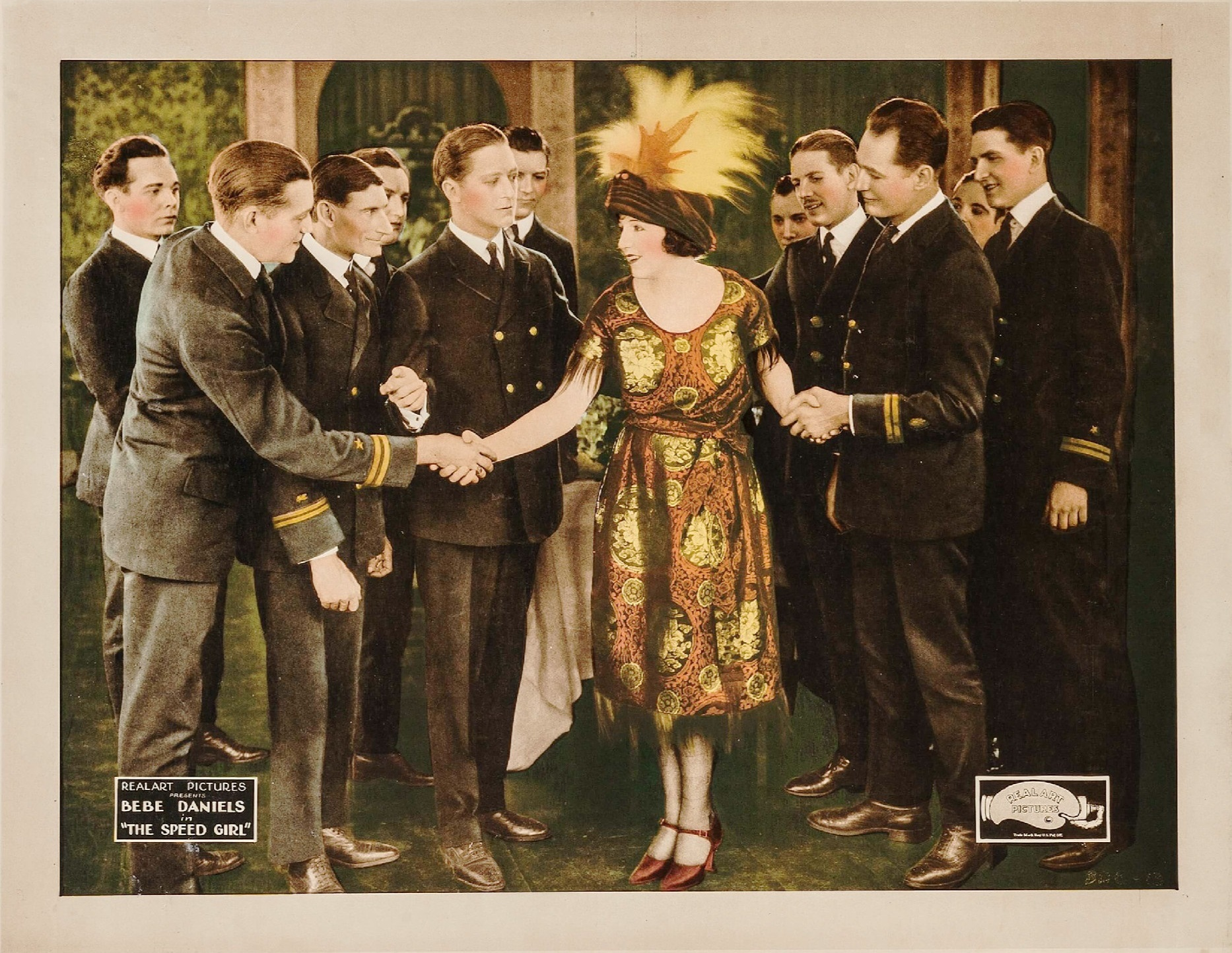
Affiche du film avec Bebe Daniels au centre.

- William Courtright : le juge Ketcham